# IHF Super Globe 2023
Der IHF Super Globe 2023, die 16. Austragung des IHF Men’s Super Globe, wurde vom 7. bis 12. November 2023 in Saudi-Arabien ausgetragen. Der SC Magdeburg gewann diese Austragung der Klub-Weltmeisterschaft, so wie auch die beiden Turniere davor.

## Gastgeber
Im Jahr 2018 wurden die Rechte zur Austragung des Turniers für fünf Jahre an Saudi-Arabien, vertreten durch das saudi-arabische Sportministerium, vergeben.

## Teilnehmer
Bei dieser Ausgabe der Super Globe nahmen, wie erstmals im Vorjahr, zwölf Teams teil.
- Gastgeber:  Al-Khaleej, Al-Noor
- Titelverteidiger:  SC Magdeburg
- Afrika:  al Ahly SC (Gewinner des African Handball Super Cups)
- Arabien:  al Kuwait SC (Gewinner der Arab Handball Championship of Champions)
- Asien:  Al-Najma Club (Gewinner der Asian Club League Handball Championship)
- Europa:  Barlinek Industria Kielce (Zweitplatzierter der EHF Champions League 2022/23, Sieger SC Magdeburg war als Titelverteidiger qualifiziert)
- Nordamerika und Karibik:  San Francisco CalHeat (Gewinner der North American and Caribbean Senior Club Championships)
- Ozeanien:  University of Queensland (Gewinner des Oceania Handball Champions Cups)
- Südamerika und Zentralamerika:  San Fernando HB  (Gewinner der South and Central American Men's Club Handball Championship)
- Wildcards:  FC Barcelona und  Füchse Berlin

## Turnierverlauf
Die zwölf Mannschaften wurden zunächst auf vier Gruppen zugelost:
- Gruppe A: Barcelona, Al-Alhy, Al-Noor
- Gruppe B: Kuwait SC, San Fernando HB, Füchse Berlín
- Gruppe C: SC Magdeburg, Khaleej Club, Queensland
- Gruppe D: KS Kielce, Al-Najma, San Francisco CalHeat

Die vier Gruppenersten qualifizierten sich für die Halbfinalspiele, die anderen Mannschaften spielten untereinander um die weiteren Plätze.

### Gruppenphase

#### Gruppe A
| Pl. | Verein       | Sp. | S | U | N | Tore    | Diff. | Punkte |
| --- | ------------ | --- | - | - | - | ------- | ----- | ------ |
| 1.  | FC Barcelona | 2   | 2 | 0 | 0 | 080:450 | +35   | 4      |
| 2.  | al Ahly SC   | 2   | 1 | 0 | 1 | 064:570 | +7    | 2      |
| 3.  | Al Noor SC   | 2   | 0 | 0 | 2 | 039:810 | −42   | 0      |

| Di., 7. November 2023 16:00 Uhr | al Ahly SC              | 38:20     | Al Noor SC                      | Dammam Sports Hall Zuschauer: 1500 Schiedsrichter: Jørum, Kleven |
| Di., 7. November 2023 16:00 Uhr | meiste Tore: Hassan (6) | (16:12)   | meiste Tore: Tavares Landim (7) | Dammam Sports Hall Zuschauer: 1500 Schiedsrichter: Jørum, Kleven |
| Di., 7. November 2023 16:00 Uhr | Strafen: 4× 1×          | Statistik | Strafen: 5×                     | Dammam Sports Hall Zuschauer: 1500 Schiedsrichter: Jørum, Kleven |

| Mi., 8. November 2023 16:45 Uhr | Al Noor SC                      | 19:43     | FC Barcelona                    | Dammam Sports Hall Zuschauer: 500 Schiedsrichter: Kiss, Bíró |
| Mi., 8. November 2023 16:45 Uhr | meiste Tore: Tavares Landim (5) | (10:20)   | meiste Tore: Gómez, Janc (je 7) | Dammam Sports Hall Zuschauer: 500 Schiedsrichter: Kiss, Bíró |
| Mi., 8. November 2023 16:45 Uhr | Strafen: 5×                     | Statistik | Strafen: 1×                     | Dammam Sports Hall Zuschauer: 500 Schiedsrichter: Kiss, Bíró |

| Do., 9. November 2023 19:00 Uhr | al Ahly SC                        | 26:37     | FC Barcelona            | Dammam Sports Hall Zuschauer: 2000 Schiedsrichter: Horáček, Novotný |
| Do., 9. November 2023 19:00 Uhr | meiste Tore: Abdou, Hassan (je 5) | (16:19)   | meiste Tore: Valera (7) | Dammam Sports Hall Zuschauer: 2000 Schiedsrichter: Horáček, Novotný |
| Do., 9. November 2023 19:00 Uhr | Strafen: 1×                       | Statistik | Strafen: 1×             | Dammam Sports Hall Zuschauer: 2000 Schiedsrichter: Horáček, Novotný |

#### Gruppe B
| Pl. | Verein          | Sp. | S | U | N | Tore    | Diff. | Punkte |
| --- | --------------- | --- | - | - | - | ------- | ----- | ------ |
| 1.  | Füchse Berlin   | 2   | 2 | 0 | 0 | 085:620 | +23   | 4      |
| 2.  | al Kuwait SC    | 2   | 1 | 0 | 1 | 069:660 | +3    | 2      |
| 3.  | San Fernando HB | 2   | 0 | 0 | 2 | 063:890 | −26   | 0      |

| Di., 7. November 2023 13:45 Uhr | al Kuwait SC           | 41:29     | San Fernando HB                  | Dammam Sports Hall Zuschauer: 250 Schiedsrichter: Horáček, Novotný |
| Di., 7. November 2023 13:45 Uhr | meiste Tore: Saleh (7) | (19:15)   | meiste Tore: J. P. Fernández (8) | Dammam Sports Hall Zuschauer: 250 Schiedsrichter: Horáček, Novotný |
| Di., 7. November 2023 13:45 Uhr | Strafen: 2×            | Statistik | Strafen: 3×                      | Dammam Sports Hall Zuschauer: 250 Schiedsrichter: Horáček, Novotný |

| Mi., 8. November 2023 14:30 Uhr | San Fernando HB            | 34:48     | Füchse Berlin            | Dammam Sports Hall Zuschauer: 300 Schiedsrichter: Belkhiri, Hammidi |
| Mi., 8. November 2023 14:30 Uhr | meiste Tore: Fernández (7) | (19:23)   | meiste Tore: Gidsel (13) | Dammam Sports Hall Zuschauer: 300 Schiedsrichter: Belkhiri, Hammidi |
| Mi., 8. November 2023 14:30 Uhr | Strafen: 1× 4×             | Statistik | Strafen: 2× 3×           | Dammam Sports Hall Zuschauer: 300 Schiedsrichter: Belkhiri, Hammidi |

| Do., 9. November 2023 14:30 Uhr | al Kuwait SC                     | 28:37     | Füchse Berlin            | Dammam Sports Hall Zuschauer: 300 Schiedsrichter: Kleven, Jørum |
| Do., 9. November 2023 14:30 Uhr | meiste Tore: Saleh, Marzo (je 5) | (16:18)   | meiste Tore: Gidsel (13) | Dammam Sports Hall Zuschauer: 300 Schiedsrichter: Kleven, Jørum |
| Do., 9. November 2023 14:30 Uhr | Strafen: 2×                      | Statistik | Strafen: 3×              | Dammam Sports Hall Zuschauer: 300 Schiedsrichter: Kleven, Jørum |

#### Gruppe C
| Pl. | Verein                   | Sp. | S | U | N | Tore     | Diff. | Punkte |
| --- | ------------------------ | --- | - | - | - | -------- | ----- | ------ |
| 1.  | SC Magdeburg             | 2   | 2 | 0 | 0 | 086:340  | +52   | 4      |
| 2.  | Khaleej Club             | 2   | 1 | 0 | 1 | 068:550  | +13   | 2      |
| 3.  | University of Queensland | 2   | 0 | 0 | 2 | 040:1050 | −65   | 0      |

| Di., 7. November 2023 19:30 Uhr | SC Magdeburg             | 29:20     | Khaleej Club             | Dammam Sports Hall Zuschauer: 3000 Schiedsrichter: Kurtagic, Wetterwik |
| Di., 7. November 2023 19:30 Uhr | meiste Tore: Musche (10) | (15:10)   | meiste Tore: Nenadić (7) | Dammam Sports Hall Zuschauer: 3000 Schiedsrichter: Kurtagic, Wetterwik |
| Di., 7. November 2023 19:30 Uhr | Strafen: 2× 4×           | Statistik | Strafen: 2×              | Dammam Sports Hall Zuschauer: 3000 Schiedsrichter: Kurtagic, Wetterwik |

| Mi., 8. November 2023 19:00 Uhr | Khaleej Club               | 48:26     | University of Queensland                       | Dammam Sports Hall Zuschauer: 3000 Schiedsrichter: K. Gasmi, R. Gasmi |
| Mi., 8. November 2023 19:00 Uhr | meiste Tore: Al Traiki (8) | (26:12)   | meiste Tore: Warrener, Oleaga Ballester (je 5) | Dammam Sports Hall Zuschauer: 3000 Schiedsrichter: K. Gasmi, R. Gasmi |
| Mi., 8. November 2023 19:00 Uhr | Strafen: 1×                | Statistik | Strafen: 4×                                    | Dammam Sports Hall Zuschauer: 3000 Schiedsrichter: K. Gasmi, R. Gasmi |

| Do., 9. November 2023 16:45 Uhr | SC Magdeburg                 | 57:14     | University of Queensland | Dammam Sports Hall Zuschauer: 450 Schiedsrichter: Lenci, Lopez Grillo |
| Do., 9. November 2023 16:45 Uhr | meiste Tore: Pettersson (26) | (28:7)    | meiste Tore: Gahan (4)   | Dammam Sports Hall Zuschauer: 450 Schiedsrichter: Lenci, Lopez Grillo |
| Do., 9. November 2023 16:45 Uhr | Strafen: 1×                  | Statistik | Strafen: 1×              | Dammam Sports Hall Zuschauer: 450 Schiedsrichter: Lenci, Lopez Grillo |

#### Gruppe D
| Pl. | Verein                | Sp. | S | U | N | Tore    | Diff. | Punkte |
| --- | --------------------- | --- | - | - | - | ------- | ----- | ------ |
| 1.  | Industria Kielce      | 2   | 2 | 0 | 0 | 076:490 | +27   | 4      |
| 2.  | al-Najma Club         | 2   | 1 | 0 | 1 | 055:490 | +6    | 2      |
| 3.  | San Francisco CalHeat | 2   | 0 | 0 | 2 | 045:780 | −33   | 0      |

| Di., 7. November 2023 11:30 Uhr | Industria Kielce         | 27:26     | al-Najma Club          | Dammam Sports Hall Zuschauer: 250 Schiedsrichter: Lenci, Lopez Grillo |
| Di., 7. November 2023 11:30 Uhr | meiste Tore: Karalek (5) | (17:13)   | meiste Tore: Ahmed (8) | Dammam Sports Hall Zuschauer: 250 Schiedsrichter: Lenci, Lopez Grillo |
| Di., 7. November 2023 11:30 Uhr | Strafen: 5×              | Statistik | Strafen: 3×            | Dammam Sports Hall Zuschauer: 250 Schiedsrichter: Lenci, Lopez Grillo |

| Mi., 8. November 2023 12:15 Uhr | al-Najma Club          | 29:22     | San Francisco CalHeat | Dammam Sports Hall Zuschauer: 200 Schiedsrichter: Garcia, Marin |
| Mi., 8. November 2023 12:15 Uhr | meiste Tore: Ahmed (9) | (12:9)    | meiste Tore: Raff (7) | Dammam Sports Hall Zuschauer: 200 Schiedsrichter: Garcia, Marin |
| Mi., 8. November 2023 12:15 Uhr | Strafen: 3×            | Statistik | Strafen: 2×           | Dammam Sports Hall Zuschauer: 200 Schiedsrichter: Garcia, Marin |

| Do., 9. November 2023 12:15 Uhr | Industria Kielce       | 49:23     | San Francisco CalHeat | Dammam Sports Hall Zuschauer: 200 Schiedsrichter: Kurtagic, Wetterwik |
| Do., 9. November 2023 12:15 Uhr | meiste Tore: Nahi (10) | (22:12)   | meiste Tore: Raff (7) | Dammam Sports Hall Zuschauer: 200 Schiedsrichter: Kurtagic, Wetterwik |
| Do., 9. November 2023 12:15 Uhr | Strafen: 2×            | Statistik | Strafen: 1× 2×        | Dammam Sports Hall Zuschauer: 200 Schiedsrichter: Kurtagic, Wetterwik |

### Platzierungsspiele

#### Play-offs der Plätze 9 bis 12
| Sa., 11. November 2023 9:15 Uhr | Al Noor SC              | 31:29     | San Fernando HB                                   | Dammam Sports Hall Zuschauer: 250 Schiedsrichter: Kurtagic, Wetterwik |
| Sa., 11. November 2023 9:15 Uhr | meiste Tore: Gadza (10) | (14:15)   | meiste Tore: F. Fernández, J. P. Fernández (je 5) | Dammam Sports Hall Zuschauer: 250 Schiedsrichter: Kurtagic, Wetterwik |
| Sa., 11. November 2023 9:15 Uhr | Strafen: 2× 1×          | Statistik | Strafen: 5×                                       | Dammam Sports Hall Zuschauer: 250 Schiedsrichter: Kurtagic, Wetterwik |

| Sa., 11. November 2023 11:15 Uhr | University of Queensland  | 22:27     | San Francisco CalHeat | Dammam Sports Hall Zuschauer: 300 Schiedsrichter: Kiss, Bíró |
| Sa., 11. November 2023 11:15 Uhr | meiste Tore: Warrener (5) | (10:15)   | meiste Tore: Raff (7) | Dammam Sports Hall Zuschauer: 300 Schiedsrichter: Kiss, Bíró |
| Sa., 11. November 2023 11:15 Uhr | Strafen: 4×               | Statistik | Strafen: 3×           | Dammam Sports Hall Zuschauer: 300 Schiedsrichter: Kiss, Bíró |

#### Play-offs der Plätze 5 bis 8
| Sa., 11. November 2023 13:15 Uhr | al Ahly SC                          | 35:25     | al Kuwait SC           | Dammam Sports Hall Zuschauer: 800 Schiedsrichter: K. Gasmi, R. Gasmi |
| Sa., 11. November 2023 13:15 Uhr | meiste Tore: Ramadan, Hesham (je 6) | (16:12)   | meiste Tore: Marzo (9) | Dammam Sports Hall Zuschauer: 800 Schiedsrichter: K. Gasmi, R. Gasmi |
| Sa., 11. November 2023 13:15 Uhr | Strafen: 3×                         | Statistik | Strafen: 1× 4× 1×      | Dammam Sports Hall Zuschauer: 800 Schiedsrichter: K. Gasmi, R. Gasmi |

| Sa., 11. November 2023 15:15 Uhr | Khaleej Club              | 27:24     | al-Najma Club          | Dammam Sports Hall Zuschauer: 2700 Schiedsrichter: Marin, Garcia |
| Sa., 11. November 2023 15:15 Uhr | meiste Tore: Al Salem (5) | (14:10)   | meiste Tore: Ahmed (7) | Dammam Sports Hall Zuschauer: 2700 Schiedsrichter: Marin, Garcia |
| Sa., 11. November 2023 15:15 Uhr | Strafen: 2× 5×            | Statistik | Strafen: 1×            | Dammam Sports Hall Zuschauer: 2700 Schiedsrichter: Marin, Garcia |

#### Halbfinale
| Sa., 11. November 2023 17:30 Uhr | FC Barcelona                                     | 34:35 n. V.      | Füchse Berlin                  | Dammam Sports Hall Zuschauer: 950 Schiedsrichter: Lars Jørum, Håvard Kleven |
| Sa., 11. November 2023 17:30 Uhr | meiste Tore: Timothey N’Guessan, Luís Frade je 6 | (16:16), (29:29) | meiste Tore: Mathias Gidsel 10 | Dammam Sports Hall Zuschauer: 950 Schiedsrichter: Lars Jørum, Håvard Kleven |
| Sa., 11. November 2023 17:30 Uhr | Strafen: 1× 5×                                   | Statistik        | Strafen: 2× 6×                 | Dammam Sports Hall Zuschauer: 950 Schiedsrichter: Lars Jørum, Håvard Kleven |

| Sa., 11. November 2023 20:15 Uhr | SC Magdeburg                       | 28:24     | Industria Kielce          | Dammam Sports Hall Zuschauer: 850 Schiedsrichter: Václav Horáček, Jiří Novotný |
| Sa., 11. November 2023 20:15 Uhr | meiste Tore: Ómar Ingi Magnússon 6 | (15:14)   | meiste Tore: Dylan Nahi 6 | Dammam Sports Hall Zuschauer: 850 Schiedsrichter: Václav Horáček, Jiří Novotný |
| Sa., 11. November 2023 20:15 Uhr | Strafen: 1×                        | Statistik | Strafen: 4×               | Dammam Sports Hall Zuschauer: 850 Schiedsrichter: Václav Horáček, Jiří Novotný |

### Finalspiele

#### Spiel um Platz 11
| So, 12. November 2023 9:15 Uhr | San Fernando HB          | 39:28     | University of Queensland                    | Dammam Sports Hall Zuschauer: 300 Schiedsrichter: K. Gasmi, R. Gasmi |
| So, 12. November 2023 9:15 Uhr | meiste Tore: Cánepa (11) | (22:11)   | meiste Tore: Gahan, Oleaga Ballester (je 7) | Dammam Sports Hall Zuschauer: 300 Schiedsrichter: K. Gasmi, R. Gasmi |
| So, 12. November 2023 9:15 Uhr | Strafen: 3×              | Statistik | Strafen: 4×                                 | Dammam Sports Hall Zuschauer: 300 Schiedsrichter: K. Gasmi, R. Gasmi |

#### Spiel um Platz 9
| So, 12. November 2023 11:15 Uhr | Al Noor SC              | 29:24     | San Francisco CalHeat               | Dammam Sports Hall Zuschauer: 500 Schiedsrichter: Hamidi, Belkhiri |
| So, 12. November 2023 11:15 Uhr | meiste Tore: Alagry (8) | (13:12)   | meiste Tore: Assfalg, Donlin (je 5) | Dammam Sports Hall Zuschauer: 500 Schiedsrichter: Hamidi, Belkhiri |
| So, 12. November 2023 11:15 Uhr | Strafen: 2×             | Statistik | Strafen: 2×                         | Dammam Sports Hall Zuschauer: 500 Schiedsrichter: Hamidi, Belkhiri |

#### Spiel um Platz 7
| So., 12. November 2023 13:15 Uhr | al Kuwait SC           | 29:24     | al-Najma Club          | Dammam Sports Hall Zuschauer: 500 Schiedsrichter: Lenci, Lopez Grillo |
| So., 12. November 2023 13:15 Uhr | meiste Tore: Marzo (9) | (15:12)   | meiste Tore: Madan (5) | Dammam Sports Hall Zuschauer: 500 Schiedsrichter: Lenci, Lopez Grillo |
| So., 12. November 2023 13:15 Uhr | Strafen: 1×            | Statistik | Strafen: 1× 2×         | Dammam Sports Hall Zuschauer: 500 Schiedsrichter: Lenci, Lopez Grillo |

#### Spiel um Platz 5
| So., 12. November 2023 15:15 Uhr | al Ahly SC                        | 35:34 n. S.      | Khaleej Club            | Dammam Sports Hall Zuschauer: 1500 Schiedsrichter: Kurtagic, Wetterwik |
| So., 12. November 2023 15:15 Uhr | meiste Tore: Ramadan, Adel (je 6) | (14:16), (30:30) | meiste Tore: Nenadić 10 | Dammam Sports Hall Zuschauer: 1500 Schiedsrichter: Kurtagic, Wetterwik |
| So., 12. November 2023 15:15 Uhr | Strafen: 1× 6×                    | Statistik        | Strafen: 1× 7×          | Dammam Sports Hall Zuschauer: 1500 Schiedsrichter: Kurtagic, Wetterwik |

#### Spiel um Platz 3
| So., 12. November 2023 17:30 Uhr | FC Barcelona         | 33:30     | Industria Kielce       | Dammam Sports Hall Zuschauer: 750 Schiedsrichter: Kiss, Bíró |
| So., 12. November 2023 17:30 Uhr | meiste Tore: Mem (8) | (14:16)   | meiste Tore: Sićko (6) | Dammam Sports Hall Zuschauer: 750 Schiedsrichter: Kiss, Bíró |
| So., 12. November 2023 17:30 Uhr | Strafen: 1× 3×       | Statistik | Strafen: 1× 3× 1×      | Dammam Sports Hall Zuschauer: 750 Schiedsrichter: Kiss, Bíró |

#### Finale
| So., 12. November 2023 20:15 Uhr | SC Magdeburg                            | 34:32 n. V.      | Füchse Berlin           | Dammam Sports Hall Zuschauer: 1800 Schiedsrichter: Marin, García |
| So., 12. November 2023 20:15 Uhr | meiste Tore: Smárason, Lagergren (je 7) | (13:16), (29:29) | meiste Tore: Gidsel (9) | Dammam Sports Hall Zuschauer: 1800 Schiedsrichter: Marin, García |
| So., 12. November 2023 20:15 Uhr | Strafen: 2× 4×                          | Statistik        | Strafen: 2× 5×          | Dammam Sports Hall Zuschauer: 1800 Schiedsrichter: Marin, García |

## Platzierungen
| Platz | Verein                   | Land               |
| ----- | ------------------------ | ------------------ |
| 1.    | SC Magdeburg             | Deutschland        |
| 2.    | Füchse Berlin            | Deutschland        |
| 3.    | FC Barcelona             | Spanien            |
| 4.    | Industria Kielce         | Polen              |
| 5.    | al Ahly SC               | Ägypten            |
| 6.    | Khaleej Club             | Saudi-Arabien      |
| 7.    | al Kuwait SC             | Kuwait             |
| 8.    | al-Najma Club            | Bahrain            |
| 9.    | Al Noor SC               | Saudi-Arabien      |
| 10.   | San Francisco CalHeat    | Vereinigte Staaten |
| 11.   | San Fernando HB          | Argentinien        |
| 12.   | University of Queensland | Australien         |

## Besonderheiten
Beim Gruppenspiel des SC Magdeburg gegen University of Queensland (57:14) erzielte der Magdeburger Spieler Daniel Pettersson mit 26 Toren einen neuen Rekord beim IHF Super Globe. Den bisherigen Rekord hatten mit jeweils 16 Toren in einem Spiel Hassan Kaddah und Ali Saleh gehalten.

## Auszeichnungen
Zum besten Spieler des Turniers (MVP) wurde der Torschützenkönig Mathias Gidsel gekürt, der 45 Tore für die Füchse Berlin erzielte.
| Position        | Spieler             | Verein           |
| --------------- | ------------------- | ---------------- |
| Torhüter        | Dejan Milosavljev   | Füchse Berlin    |
| Linksaußen      | Dylan Nahi          | Industria Kielce |
| Rückraum links  | Lasse Andersson     | Füchse Berlin    |
| Rückraum Mitte  | Janus Daði Smárason | SC Magdeburg     |
| Rückraum rechts | Ómar Ingi Magnússon | SC Magdeburg     |
| Rechtsaußen     | Hans Lindberg       | Füchse Berlin    |
| Kreisläufer     | Luís Frade          | FC Barcelona     |